# Hanzalé Badgheysi
 (août 2025).
Motif : Insuffisamment de sources secondaires démontrant le notoriété requise pour un article Cf WP:CAA et WP:NPER
- Archive Wikiwix
- Bing
- Cairn
- DuckDuckGo
- E. Universalis
- Gallica
- Google
- G. Books
- G. News
- G. Scholar
- Persée
- Qwant
- (zh) Baidu
- (ru) Yandex
- (wd) trouver des œuvres sur Wikidata

| 1. | Préciser le motif de la pose du bandeau. | Précisez le motif de la pose du bandeau en utilisant la syntaxe suivante : {{admissibilité à vérifier\|date=août 2025\|motif=remplacez ce texte par le motif}}                         |
| 2. | Informer les utilisateurs concernés.     | Pensez à avertir le créateur de l'article, par exemple, en insérant le code ci-dessous sur sa page de discussion : {{subst:avertissement admissibilité à vérifier\|Hanzalé Badgheysi}} |

Hanzalé Badgheysi est un des premiers poètes iraniens, il vivait au VIIIe siècle.
Si ton honneur est dans la bouche du Lion
Va et cours des dangers pour le reprendre !

## Référence
Mahshid Moshiri, Dictionnaire des poètes renommés persans : À partir de l'apparition du persan dari jusqu'à nos jours, Téhéran, Aryan-Tarjoman, 2007.